# Kajetanówka (Święcica)
Kajetanówka – część wsi Święcica  w Polsce położona w województwie lubelskim, w powiecie chełmskim, w gminie Wierzbica.
W latach 1975–1998 Kajetanówka położona była w województwie chełmskim.